# Santa Maria de Montalegre
|  | Per a altres significats, vegeu «Santa Maria de Montalegre de Tiana». |

Santa Maria de Montalegre és una església situada al carrer de Valldonzella, 15-19 del barri del Raval de Barcelona, que forma part del conjunt de la Casa de la Caritat, catalogat com a bé cultural d'interès local.

## Història
El projecte de l'església va ser obra de l'arquitecte barceloní August Font i Carreras amb la col·laboració del mestre d'obres Domènec Balet i Nadal. La construcció, sufragada amb donatius dels fidels, va començar el 1901 i es va poder obrir al culte un any després. La capella de la Mare de Déu de la Medalla Miraculosa, també de Font, fou inaugurada el 1908. A la nova església es van reutilitzar tots els elements útils provinents de l'antiga. Els vitralls van ser realitzats el 1902 pel vitraller Antoni Rigalt i Blanch utilitzant velles vidrieres de l'antic temple, i el 1911 la casa Fill d'Eudald R. Amigó i Cia va fer els quatre vitralls de la sagristia. L'orgue, inaugurat el 1927, és obra de Lope Alberdi i Recalde, i la seva façana de fusta d'Enric Sagnier.
Durant la Guerra Civil, l'església patí desperfectes i fou utilitzada com a hospital, magatzem de queviures i de bobines de paper. La restauració posterior va ser obra d'Isidre Puig i Boada; Jaume Busquets i Mollera dotà el presbiteri d'un nou baldaquí, i l'aranya de ferro forjat és de Benjamí Sales. La nova inauguració va ser el 1940. El 1952, amb motiu dels 150 anys de la Casa de la Caritat i 50 de l'església, s'hi va col·locar la imatge actual del presbiteri, obra del mateix Busquets.
El 1957, els serveis de la Casa de la Caritat es van traslladar a les Llars Mundet de la Vall d'Hebron, i l'ús del temple va anar quedant reduït. Per tal de mantenir-hi el culte, el 1965 la Diputació de Barcelona el va lliurar a l'Arquebisbat de Barcelona, que el confià a l'Opus Dei, que en va prendre possessió el 29 de juny del 1967. Les obres de rehabilitació de l'església, que estava en mal estat, van ser dirigides per l'arquitecte Antoni Lozoya Augé. A més de la tasca pastoral, actualment duu a terme una àmplia acció solidària a través de l'equip de voluntariat de l’Acció Social Montalegre.

## Descripció
Es tracta d'un temple de nau única i planta cruciforme, amb un cimbori al creuer i un presbiteri semicircular adossat al transsepte, on es troba l'accés des del carrer. En termes generals, l'església es troba a mig camí del modernisme i l'historicisme, revisitant l'art romà d'Orient i el romànic.